# Посёлок 1-го отделения совхоза «Острогожский»
Посёлок 1-го отделе́ния совхо́за «Острого́жский» — посёлок в Острогожском районе Воронежской области.
Входит в состав Шубинского сельского поселения.

## Население
| 2000 | 2005 | 2010 |
| ---- | ---- | ---- |
| 65   | ↘58  | ↗76  |

## Улицы
В посёлке имеется одна улица — Трудовая.